# Augustin Braig
Augustin Braig (* 31. Januar 1766 in Rißtissen; † am 16. Juli 1821) war ein deutscher römisch-katholischer Theologe und Hochschullehrer.

## Leben
Augustin Braig trat im Stift Weingarten in den Benediktinerorden ein und legte am 23. April 1786 sein Ordensgelübde ab. Am 18. September 1790 empfing er die Priesterweihe. Anschließend lehrte er Philosophie und Theologie im Kloster Weingarten und seit 1800 im Kloster Göttweig in Niederösterreich. 1804 kam er als Professor der Dogmatik an die Universität Wien und war als solcher bis 1814 tätig. 
Als Professor in Wien wurde er 1812 mit der Abfassung eines Lehrbuchs der Dogmatik beauftragt, das an Stelle des Standardlehrbuches Institutiones theologiae dogmaticae von Engelbert Klüpfel künftig verwendet werden sollte, allerdings blieb die Arbeit unvollendet, nachdem er 1814 sein Lehramt niederlegte, um bis 1817 als Vize-Direktor am Lehrstuhl für theologische Studien tätig zu sein. 
Am 23. Februar 1817 wurde er Kanonikus an der Metropolitankirche zu Sankt Stephan in Wien.
In seiner Funktion als beratender Regierungskommissar des Kaisers Franz für kirchliche Angelegenheiten wurde er am 18. April 1818 zum Wirklichen Regierungsrat ernannt.

## Schriften (Auswahl)
- Joachim Kramer; Augustin Braig: Materies tentaminis publici ex iure ecclesiastico. Salem, 1790.
- Augustin Braig; Bernhard Gilg; Dominicus Kayser: Conspectus metaphysicae et philosophiae morum. quem cum positionibus ex trigonometria plana et algebra in imperiali monasterio Weingartensis. Altdorf ad Vin.: Herkner, 1793.
- Materies tentaminis publici ex philosophica universa. Altdorfii, 1794.